# Corpo formalmente real
Corpo formalmente real, em álgebra abstrata, é um corpo que tem, em comum com os números reais, as propriedades que dizem que não existe a raiz quadrada de menos um, e que a soma de quadrados não pode ser igual a menos um.
Formalmente, {\displaystyle (K,+,\times )\,} é um corpo formalmente real se:
- {\displaystyle (K,+,\times )\,} é um corpo
- {\displaystyle x_{1},x_{2},\ldots x_{n}\in K\implies x_{1}^{2}+x_{2}^{2}+\ldots +x_{n}^{2}\neq -1\,}

Um corpo formalmente real também pode ser chamado, simplesmente, de corpo real, quando não houver possibilidade de confusão com o corpo dos números reais.[carece de fontes?]
Todo corpo ordenado é um corpo formalmente real, propriedade que pode ser facilmente demonstrada pois todo quadrado é positivo, toda soma de números positivos é positiva, e menos um não é positivo. A recíproca, segundo um teorema demostrado por Artin e Schreier, também é verdadeira, ou, mais formalmente:
- Seja K um corpo formalmente real. Então é possível dotar K de uma relação de ordem ≤, que faz de (K, ≤) um corpo ordenado.

A prova se baseia no Lema de Zorn: define-se o conceito de um cone prepositivo como sendo um subconjunto do corpo que não tem o elemento menos um, é fechado por adição e multiplicação e tal que todos quadrados pertencem a ele. Pelo Lema de Zorn, existe um cone prepositivo maximal, e demonstra-se que este pode ser usado para definir o subconjunto dos números positivos, que define a relação de ordem.
Um caso particular de corpo formalmente real é um corpo real fechado: R é um corpo real fechado quando R é um corpo formalmente real e, para toda extensão algébrica E de R, se E também é um corpo formalmente real, então E = R. Em um corpo real fechado, todo polinômio de grau ímpar tem raiz e todo número positivo tem raiz quadrada.